# Enemigos íntimos (programa de televisión)
Enemigos íntimos fue un programa de televisión dedicado a la crónica social producido por Mandarina para Telecinco. El formato, presentado por Santi Acosta, se emitió semanalmente entre el 15 de junio de 2010 y el 16 de noviembre de 2011.

## Historia
En sus comienzos, el programa se emitía semanalmente los martes en el prime time de la cadena, a las 22:00 horas, con famosos invitados que tenían problemas con sus familiares, amigos o simplemente conocidos. Enemigos íntimos fue estrenado el 15 de junio de 2010 con Santi Acosta como moderador del programa y su primer invitado fue Diego Gómez, expareja de Isabel Pantoja. Una semana después, visitó el plató el marido y esposo de Rocío Dúrcal, Antonio Morales "Junior", que arremetió contra sus hijos por el tema de la herencia.
A partir del 2 de noviembre de 2010, el programa comenzó a emitirse semanalmente los martes en el late night de Telecinco (horario de madrugada) sobre las 00:15 horas, con una duración de 150 minutos aprox. por programa. Muy a menudo se emitían dos entregas por semana, una en la madrugada del martes y otra en la del miércoles.
Desde su estreno, el programa se situó como líder de audiencia en su franja horaria, desbancando a programas consolidados como ¡Ahora caigo! (Antena 3) o Españoles en el mundo (La 1). El programa mantuvo su posición de liderazgo, de forma regular, a lo largo de sus dos temporadas en antena, superando a menudo los dos millones de espectadores y el 16% de cuota de pantalla.
El 8 de septiembre de 2011, tras años sin hablarse, Maite Zaldívar y Julián Muñoz se vieron las caras por primera vez en un plató de televisión gracias al programa producido por Mandarina, que esa semana cambió su día de emisión y pasó a emitirse en jueves. Este reencuentro tiene especial significado debido a la difícil relación que han tenido Maite Zaldívar y Julián Muñoz desde que Isabel Pantoja entrara en sus vidas. La tonadillera inició una relación con el exalcalde de Marbella cuando aún estaba con Zaldívar, lo que provocó sus iras. Desde entonces, solo ha cargado contra ellos, y fue ahora cuando pudo reprocharle a la cara.
Aun con los buenos datos que venía cosechando el programa en el late night, los efectos del caso Noria con la polémica entrevista a la madre de "El Cuco" en octubre de 2011 hicieron que la cadena decidiera cancelar Enemigos íntimos para lavar su imagen en referencia a las constantes críticas recibidas en diferentes medios. Así, su última emisión tuvo lugar el 16 de noviembre de 2011.

## Equipo técnico
- Producción: Producciones Mandarina.
- Dirección y coordinación: Isabel Lázaro y María Acosta.

### Presentador
- 2010-2011: Santiago Acosta: periodista y presentador.

### Colaboradores fijos
- (2010-2011) Isabel Rábago: periodista.
- (2010-2011) Cristina Fernández: periodista y escritora.
- (2010-2011) Antonio David Flores: exmarido de Rocío Carrasco.
- (2010-2011) Miriam Sánchez: exactriz porno y colaboradora de TV.
- (2010-2011) Antonio Tejado: sobrino de María del Monte y expareja de Chayo Mohedano.
- (2010-2011) Pablo González: paparazzi.
- (2010-2011) Makoke: exmodelo, colaboradora de TV y pareja de Kiko Matamoros.
- (2010-2011) Aída Nízar: presentadora, polemista y exconcursante de Gran Hermano.
- (2010-2011) Tamara Gorro: extronista de "Mujeres y hombres y viceversa", colaboradora de TV y presentadora.
- (2011) Marta López: colaboradora de TV y exconcursante de Gran Hermano, Gran Hermano VIP y El reencuentro.

### Colaboradores esporádicos
- (2010-2011) Marisa Martín Blázquez: periodista.
- (2010-2011) Paloma García-Pelayo: periodista.
- (2010-2011) Luis Amaya: ex de Raquel Bollo .
- (2010-2011) Diego Arrabal: paparazzi.
- (2010) Belén Rodríguez: periodista y comentarista de realities.
- (2010) Beatriz Trapote: periodista y pareja de Víctor Janeiro.
- (2011) Aurelio Manzano: periodista del corazón y escritor.

## Invitados
Por Enemigos íntimos, han pasado varias caras conocidas para enfrentarse a su 'enemigo íntimo' como Amador Mohedano, Julián Muñoz, Aída Nízar, Nacho Polo, Mónica "La Virgen", Pepi Valladares, Chari Lojo, Antonio Morales, Efrén Reyero, Diego Gómez, Marlene Mourreau, Mayte Zaldívar, Crystel Carrisi, Albano Carrisi, entre otros.

## Audiencias
| Temporada | Temporada | Episodios | Estreno             | Final                   | Audiencia media | Audiencia media | Audiencia media |
| Temporada | Temporada | Episodios | Estreno             | Final                   | Espectadores    | Cuota           |                 |
| --------- | --------- | --------- | ------------------- | ----------------------- | --------------- | --------------- | --------------- |
|           | 1         | 23        | 15 de junio de 2010 | 28 de diciembre de 2010 | 1 497 000       | 16,4%           |                 |
|           | 2         | 51        | 4 de enero de 2011  | 16 de noviembre de 2011 | 1 295 000       | 17,7%           |                 |
| Total     | Total     | 74        | 2010                | 2011                    | 1 396 000       | 17,0%           |                 |

### Primera temporada (2010)
| Programas emitidos | Programas emitidos       | Programas emitidos |
| Programa           | Fecha de emisión         | Audiencia          |
| ------------------ | ------------------------ | ------------------ |
| 1                  | 15 de junio de 2010      | 1 599 000 (13,3%)  |
| 2                  | 22 de junio de 2010      | 1 626 000 (13,8%)  |
| 3                  | 6 de julio de 2010       | 1 668 000 (15,7%)  |
| 4                  | 13 de julio de 2010      | 1 354 000 (12,4%)  |
| 5                  | 20 de julio de 2010      | 1 317 000 (13,8%)  |
| 6                  | 27 de julio de 2010      | 1 322 000 (14,0%)  |
| 7                  | 7 de septiembre de 2010  | 1 375 000 (14,0%)  |
| 8                  | 14 de septiembre de 2010 | 1 672 000 (15,2%)  |
| 9                  | 21 de septiembre de 2010 | 1 572 000 (13,2%)  |
| 10                 | 28 de septiembre de 2010 | 1 544 000 (13,7%)  |
| 11                 | 5 de octubre de 2010     | 2 007 000 (16,7%)  |
| 12                 | 12 de octubre de 2010    | 1 594 000 (15,4%)  |
| 13                 | 19 de octubre de 2010    | 1 709 000 (15,4%)  |
| 14                 | 26 de octubre de 2010    | 1 631 000 (13,3%)  |
| 15                 | 2 de noviembre de 2010   | 941 000 (15,4%)    |
| 16                 | 9 de noviembre de 2010   | 1 147 000 (18,4%)  |
| 17                 | 16 de noviembre de 2010  | 1 253 000 (18,7%)  |
| 18                 | 23 de noviembre de 2010  | 1 276 000 (19,3%)  |
| 19                 | 30 de noviembre de 2010  | 1 677 000 (23,7%)  |
| 20                 | 7 de diciembre de 2010   | 1 782 000 (19,2%)  |
| 21                 | 14 de diciembre de 2010  | 1 358 000 (19,8%)  |
| 22                 | 21 de diciembre de 2010  | 1 486 000 (22,0%)  |
| 23                 | 28 de diciembre de 2010  | 1 517 000 (20,2%)  |

### Segunda temporada (2011)
| 1  | 4 de enero de 2011       | 1 417 000 (15,8%) |
| 2  | 11 de enero de 2011      | 1 541 000 (21,7%) |
| 3  | 12 de enero de 2011      | 1 482 000 (11,0%) |
| 4  | 18 de enero de 2011      | 1 013 000 (14,9%) |
| 5  | 19 de enero de 2011      | 1 498 000 (11,7%) |
| 6  | 26 de enero de 2011      | 1 272 000 (16,9%) |
| 7  | 2 de febrero de 2011     | 1 003 000 (16,6%) |
| 8  | 9 de febrero de 2011     | 1 196 000 (24,2%) |
| 9  | 16 de febrero de 2011    | 1 129 000 (20,5%) |
| 10 | 2 de marzo de 2011       | 1 180 000 (21,3%) |
| 11 | 9 de marzo de 2011       | 1 343 000 (20,9%) |
| 12 | 15 de marzo de 2011      | 1 242 000 (14,6%) |
| 13 | 16 de marzo de 2011      | 1 023 000 (17,7%) |
| 14 | 22 de marzo de 2011      | 1 284 000 (21,8%) |
| 15 | 23 de marzo de 2011      | 1 285 000 (19,3%) |
| 16 | 29 de marzo de 2011      | 1 266 000 (20,7%) |
| 17 | 30 de marzo de 2011      | 1 169 000 (17,9%) |
| 18 | 6 de abril de 2011       | 1 237 000 (20,9%) |
| 19 | 13 de abril de 2011      | 1 259 000 (21,1%) |
| 20 | 20 de abril de 2011      | 1 527 000 (12,9%) |
| 21 | 27 de abril de 2011      | 1 025 000 (16,4%) |
| 22 | 4 de mayo de 2011        | 1 358 000 (21,5%) |
| 23 | 11 de mayo de 2011       | 1 160 000 (17,7%) |
| 24 | 18 de mayo de 2011       | 1 008 000 (17,0%) |
| 25 | 24 de mayo de 2011       | 881 000 (16,5%)   |
| 26 | 25 de mayo de 2011       | 1 110 000 (14,0%) |
| 27 | 31 de mayo de 2011       | 1 162 000 (20,1%) |
| 28 | 1 de junio de 2011       | 1 321 000 (17,8%) |
| 29 | 8 de junio de 2011       | 1 181 000 (20,2%) |
| 30 | 14 de junio de 2011      | 1 052 000 (19,1%) |
| 31 | 15 de junio de 2011      | 1 199 000 (15,4%) |
| 32 | 21 de junio de 2011      | 1 129 000 (20,1%) |
| 33 | 22 de junio de 2011      | 976 000 (17,8%)   |
| 34 | 28 de junio de 2011      | 1 180 000 (21,3%) |
| 35 | 6 de julio de 2011       | 1 495 000 (19,0%) |
| 36 | 12 de julio de 2011      | 1 958 000 (18,0%) |
| 37 | 19 de julio de 2011      | 1 495 000 (14,4%) |
| 38 | 2 de agosto de 2011      | 1 522 000 (15,6%) |
| 39 | 9 de agosto de 2011      | 1 785 000 (18,9%) |
| 40 | 16 de agosto de 2011     | 1 650 000 (18,1%) |
| 41 | 23 de agosto de 2011     | 1 541 000 (15,7%) |
| 42 | 30 de agosto de 2011     | 1 541 000 (14,6%) |
| 43 | 8 de septiembre de 2011  | 1 601 000 (14,7%) |
| 44 | 21 de septiembre de 2011 | 1 385 000 (11,2%) |
| 45 | 28 de septiembre de 2011 | 1 162 000 (18,9%) |
| 46 | 5 de octubre de 2011     | 1 131 000 (16,7%) |
| 47 | 12 de octubre de 2011    | 1 293 000 (15,4%) |
| 48 | 19 de octubre de 2011    | 1 507 000 (22,0%) |
| 49 | 26 de octubre de 2011    | 1 231 000 (16,7%) |
| 50 | 9 de noviembre de 2011   | 1 329 000 (19,2%) |
| 51 | 16 de noviembre de 2011  | 1 338 000 (17,8%) |